# Pagurus trigonocheirus
Pagurus trigonocheirus är en kräftdjursart som först beskrevs av William Stimpson 1858.  Pagurus trigonocheirus ingår i släktet Pagurus och familjen eremitkräftor. Inga underarter finns listade i Catalogue of Life.